# 埃斯蒂韦利亚
埃斯蒂韦利亚，是西班牙巴伦西亚自治区巴伦西亚省的一个市镇。总面积21平方公里，总人口1148人（2001年），人口密度55人/平方公里。